# Jan Prokopowicz
Jan Prokopowicz (ur. 31 lipca 1931 w Jaworówce, zm. 14 kwietnia 2015 w Białymstoku) – polski lekarz, profesor nauk medycznych, specjalista w zakresie biochemii klinicznej i diagnostyki laboratoryjnej, nauczyciel akademicki Akademii Medycznej w Białymstoku, doktor honoris causa Uniwersytetu Medycznego w Białymstoku.

## Życiorys
W 1960 ukończył studia lekarskie w Akademii Medycznej w Białymstoku. W 1976 uzyskał tytuł naukowy profesora nauk medycznych. Był zatrudniony w Akademii Medycznej w Białymstoku na Wydziale Farmaceutycznym z Oddziałem Medycyny Laboratoryjnej; Zakład Laboratoryjnej Diagnostyki Klinicznej.
Odznaczony Krzyżem Oficerskim Orderu Odrodzenia Polski (2000). W 2002 otrzymał doktorat honoris causa Uniwersytetu Medycznego w Białymstoku.

## Wybrane publikacje
- Badania nad enzymami fibrynolitycznymi i proteolitycznymi granulocytów ludzkich, Warszawa: Państwowe Wydawnictwo Naukowe, 1968.
- Diagnostyczne badania laboratoryjne, Akademia Medyczna w Białymstoku. Wydział Farmaceutyczny z Oddziałem Analityki Medycznej. Instytut Biochemii i Analityki Medycznej. Zakład Diagnostyki Klinicznej, Białystok : AM, 1977[5].